# Deux sans barreur masculin aux Jeux olympiques d'été de 2008
Pour un article plus général, voir Aviron aux Jeux olympiques d'été de 2008.
Navigation
Athènes 2004 Londres 2012
L'épreuve masculine de Deux sans barreur aux Jeux olympiques de 2008 s'est déroulée du 9 au 16 août 2008 sur le Parc aquatique olympique de Shunyi.

## Horaires
Les temps sont donnés en heure standard de la Chine (UTC+8)
| Date                  | Temps       | Série            |
| --------------------- | ----------- | ---------------- |
| Samedi 9 août 2008    | 16:10-16:40 | Qualifications   |
| Lundi 11 août 2008    | 16:50-17:00 | Repêchage        |
| Mercredi 13 août 2008 | 16:10-16:30 | Demi-Finales A/B |
| Mercredi 13 août 2008 | 17:20-17:30 | Finale C         |
| Vendredi 15 août 2008 | 17:20-17:30 | Finale B         |
| Samedi 16 août 2008   | 16:30-16:40 | Finale A         |

### Médaillés
| Or     | Drew Ginn & Duncan Free Australie                    |
| Argent | Dave Calder & Scott Frandsen Canada                  |
| Bronze | Nathan Twaddle & George Bridgewater Nouvelle-Zélande |

## Résultats

### Qualifications

#### Qualifications 1
| Classement | Athlète                              | Pays       | Temps         | Notes |
| ---------- | ------------------------------------ | ---------- | ------------- | ----- |
| 1          | Erwan Peron, Laurent Cadot           | France     | 6 min 46 s 57 | SA/B  |
| 2          | Giuseppe De Vita, Raffaello Leonardo | Italie     | 6 min 51 s 01 | SA/B  |
| 3          | Dave Calder, Scott Frandsen          | Canada     | 6 min 54 s 88 | SA/B  |
| 4          | Piotr Hojka, Jaroslaw Godek          | Pologne    | 7 min 01 s 90 | R     |
| 5          | Tyler Winklevoss, Cameron Winklevoss | États-Unis | 7 min 13 s 64 | R     |

#### Qualifications 2
| Classement | Athlète                            | Pays            | Temps         | Notes |
| ---------- | ---------------------------------- | --------------- | ------------- | ----- |
| 1          | Drew Ginn, Duncan Free             | Australie       | 6 min 41 s 15 | SA/B  |
| 2          | Shaun Keeling, Ramon di Clemente   | Afrique du Sud  | 6 min 45 s 26 | SA/B  |
| 3          | Tom Lehmann, Felix Drahotta        | Allemagne       | 6 min 48 s 60 | SA/B  |
| 4          | Robin Bourne-Taylor, Tom Solesbury | Grande-Bretagne | 6 min 59 s 48 | R     |
| 5          | Morten Nielsen, Thomas Larsen      | Danemark        | 7 min 17 s 43 | R     |

#### Qualifications 3
| Classement | Athlète                            | Pays               | Temps         | Notes |
| ---------- | ---------------------------------- | ------------------ | ------------- | ----- |
| 1          | Nathan Twaddle, George Bridgewater | Nouvelle-Zélande   | 6 min 41 s 65 | SA/B  |
| 2          | Goran Jagar, Nikola Stojić         | Serbie             | 6 min 46 s 71 | SA/B  |
| 3          | Jakub Makovička, Václav Chalupa    | République tchèque | 6 min 52 s 50 | SA/B  |
| 4          | Siniša Skelin, Nikša Skelin        | Croatie            | 7 min 16 s 35 | R     |

### Repêchage
Qualification Rules: 1-3→SA/B, 4..→FC
| Classement | Athlète                              | Pays            | Temps         | Notes |
| ---------- | ------------------------------------ | --------------- | ------------- | ----- |
| 1          | Tyler Winklevoss, Cameron Winklevoss | États-Unis      | 6 min 36 s 87 | SA/B  |
| 2          | Siniša Skelin, Nikša Skelin          | Croatie         | 6 min 38 s 30 | SA/B  |
| 3          | Morten Nielsen, Thomas Larsen        | Danemark        | 6 min 38 s 33 | SA/B  |
| 4          | Robin Bourne-Taylor, Tom Solesbury   | Grande-Bretagne | 6 min 41 s 43 | FC    |
| 5          | Piotr Hojka, Jaroslaw Godek          | Pologne         | 6 min 44 s 19 | FC    |

### Demi-Finales A/B

#### Demi-Finales A/B 1
| Classement | Athlète                            | Pays               | Temps         | Notes |
| ---------- | ---------------------------------- | ------------------ | ------------- | ----- |
| 1          | Dave Calder, Scott Frandsen        | Canada             | 6 min 34 s 02 | FA    |
| 2          | Nathan Twaddle, George Bridgewater | Nouvelle-Zélande   | 6 min 36 s 05 | FA    |
| 3          | Shaun Keeling, Ramon di Clemente   | Afrique du Sud     | 6 min 37 s 18 | FA    |
| 4          | Jakub Makovička, Václav Chalupa    | République tchèque | 6 min 37 s 88 | FB    |
| 5          | Erwan Peron, Laurent Cadot         | France             | 6 min 44 s 29 | FB    |
| 6          | Siniša Skelin, Nikša Skelin        | Croatie            | 7 min 14 s 50 | FB    |

#### Demi-Finales A/B 2
| Classement | Athlète                              | Pays       | Temps         | Notes |
| ---------- | ------------------------------------ | ---------- | ------------- | ----- |
| 1          | Drew Ginn, Duncan Free               | Australie  | 6 min 34 s 29 | FA    |
| 2          | Tyler Winklevoss, Cameron Winklevoss | États-Unis | 6 min 36 s 65 | FA    |
| 3          | Tom Lehmann, Felix Drahotta          | Allemagne  | 6 min 37 s 26 | FA    |
| 4          | Goran Jagar, Nikola Stojić           | Serbie     | 6 min 38 s 96 | FB    |
| 5          | Giuseppe De Vita, Raffaello Leonardo | Italie     | 6 min 47 s 30 | FB    |
| 6          | Morten Nielsen, Thomas Larsen        | Danemark   | 6 min 48 s 65 | FB    |

### Finales

#### Finale C
| Classement | Athlète                            | Pays            | Temps         | Notes |
| ---------- | ---------------------------------- | --------------- | ------------- | ----- |
| 1          | Robin Bourne-Taylor, Tom Solesbury | Grande-Bretagne | 6 min 46 s 83 |       |
| 2          | Piotr Hojka, Jaroslaw Godek        | Pologne         | 6 min 53 s 68 |       |

#### Finale B
| Classement | Athlète                              | Pays               | Temps         | Notes |
| ---------- | ------------------------------------ | ------------------ | ------------- | ----- |
| 1          | Goran Jagar, Nikola Stojić           | Serbie             | 6 min 49 s 12 |       |
| 2          | Jakub Makovička, Václav Chalupa      | République tchèque | 6 min 52 s 57 |       |
| 3          | Erwan Peron, Laurent Cadot           | France             | 6 min 54 s 40 |       |
| 4          | Morten Nielsen, Thomas Larsen        | Danemark           | 6 min 55 s 37 |       |
| 5          | Giuseppe De Vita, Raffaello Leonardo | Italie             | 7 min 04 s 91 |       |
| 6          | Siniša Skelin, Nikša Skelin          | Croatie            | 7 min 11 s 19 |       |

#### Finale A
| Classement | Athlète                              | Pays             | Temps         | Notes |
| ---------- | ------------------------------------ | ---------------- | ------------- | ----- |
|            | Drew Ginn, Duncan Free               | Australie        | 6 min 37 s 44 |       |
|            | Dave Calder, Scott Frandsen          | Canada           | 6 min 39 s 55 |       |
|            | Nathan Twaddle, George Bridgewater   | Nouvelle-Zélande | 6 min 44 s 19 |       |
| 4          | Tom Lehmann, Felix Drahotta          | Allemagne        | 6 min 47 s 40 |       |
| 5          | Shaun Keeling, Ramon di Clemente     | Afrique du Sud   | 6 min 47 s 83 |       |
| 6          | Tyler Winklevoss, Cameron Winklevoss | États-Unis       | 7 min 05 s 58 |       |

## Note
- Cet article est partiellement ou en totalité issu de l'article intitulé « Résultats détaillés des épreuves d'aviron aux Jeux olympiques d'été de 2008 » (voir la liste des auteurs).